# カワード1世
カワード1世（Kavad I, パフラヴィー語: 𐭪𐭥𐭠𐭲 Kawād, ペルシア語: قباد Qobād）は、サーサーン朝ペルシア帝国の君主（シャーハーン・シャー、在位：488年 - 496年、498年/499年 - 531年）。
カワード1世はペーローズ1世（在位：459年 - 484年）の子で、途中2年もしくは3年の退位していた期間を挟み、488年から531年にかけてペルシアを統治した。彼は不評によって退位させられた叔父のバラーシュ（在位：484年 - 488年）に代わり、貴族の手によって王位に就いた。
カワード1世が王位を継承した時、サーサーン朝の王の権力と権威は大きく損なわれており、帝国は衰退の中にあった。カワード1世は帝国の再編成に取り組み、数多くの改革を導入した。これらの改革は息子であり後継者となるホスロー1世によって完成を見た。彼は当時社会革命を訴え、マズダクによって唱導されていたマズダク教を利用して貴族と聖職者の権力を弱めようと試みたが、この試みと強力な政界の実力者であったスフラを処刑したことが原因となり、忘却の城と呼ばれる監獄へ投獄されたことで一旦その治世を終えることになった。新しい王には兄弟のジャーマースプが据えられた。しかし、妻と親友のシヤーウシュの助けを借り、カワードと彼の幾人かの支持者は東方のエフタルの王が支配する領土へ逃れた。カワードはそこでエフタルの軍事的な協力を得て、498年もしくは499年に王位に復帰した。
治世の中断の影響によって財政が破綻したため、カワード1世は東ローマ皇帝アナスタシウス1世に対し補助金の支払いを要請した。東ローマ帝国は以前より北方からの侵略に対するコーカサスの防衛を維持するために、サーサーン朝に対し資金援助を行っていた。しかしアナスタシウス1世が補助金の支払いを拒否したため、カワード1世は東ローマ帝国の領土へ侵攻し、アナスタシア戦争と呼ばれる戦争を開始した。カワード1世は最初にテオドシオポリス（現在のエルズルム）を攻略し、その後アミダ（現在のディヤルバクル）を三ヶ月に及ぶ包囲戦の末に占領した。双方の帝国は506年に和平を結び、東ローマ帝国はアミダの返還の見返りにコーカサスの防御施設の維持のための補助金をカワード1世に支払うことで同意した。この頃、カワード1世は以前の支援者であったエフタルとの長期にわたる戦争も戦った。513年までに、サーサーン朝はエフタルからホラーサーンの領域を取り戻すことに成功した。
528年、東ローマ帝国が息子のホスローをカワード1世の後継者として認めることを拒否したことと、ラジカをめぐる争いが原因となり、サーサーン朝と東ローマ帝国との間で再び戦争が勃発した。ペルシア軍はダラの戦いとサタラの戦いにおいて顕著な損失を被ったが、戦線は大部分において決着がつかず、双方が大きな損失を出した。531年、ペルシア軍によるマルティロポリス包囲戦の最中にカワード1世は病没した。王位は再び活力を取り戻し東ローマ帝国に匹敵する強大となった帝国を受け継いだホスロー1世に引き継がれた。

## 名前
カヤーン朝の歴史に対するサーサーン朝の人々の関心が高まっていた影響を受け、カワードの名は神話上のカヤーン朝の王であるカイ・カワードにちなんで名付けられた。名前はギリシア語では Kabates、中国語では Chü-he-to、アラビア語では Qubādh と訳されている。

## 背景とサーサーン朝の国家

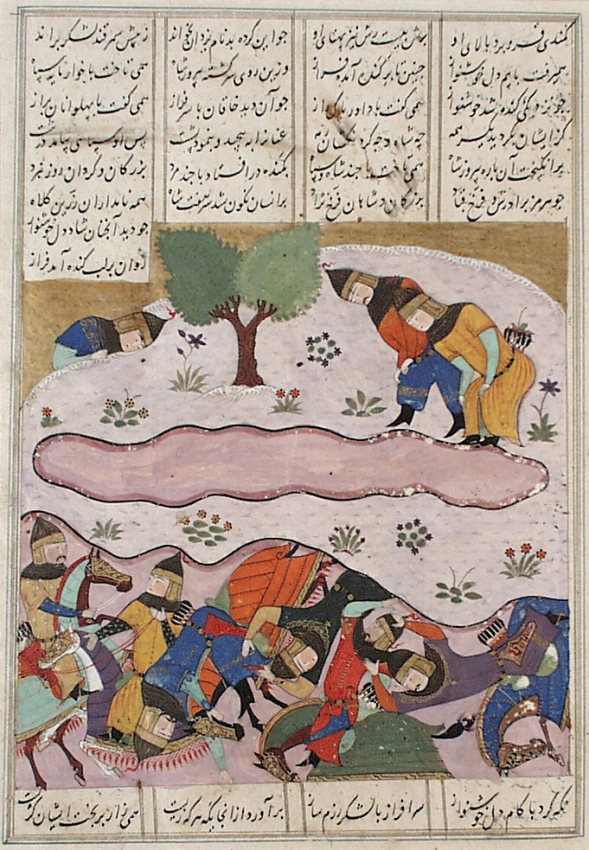
ペーローズ1世の敗北と死を描いたシャー・ナーメ（王の書）の15世紀の写本

カワード1世はペーローズ1世（在位：459年 - 484年）の子として473年に生まれた。サーサーン家は、初代のサーサーン朝の王アルダシール1世（在位：224年 - 242年）がパルティアを倒し、ペルシアを征服した224年以降ペルシアの君主を輩出してきた。ペルシアは非常に軍事化された社会を形成し、支配層は自らを「戦士貴族」（アルテーシュターラーン）と呼んでいたが、それでもローマ帝国と比較して人口はかなり少なく、貧困であり、中央集権化の程度で劣っていた。結果として、サーサーン朝の王は少数の常備軍よりも貴族の軍事力に依存していた。いくつかの例外は、王室警護の騎兵隊と守備隊、そしてペルシアの外部から徴兵された部隊であった。
貴族の大部分にイラン高原を中心とする強力なパルティア貴族（ウズルガーンとして知られている）が含まれていた。彼らはサーサーン朝の封建的軍隊の根幹を担い、ほとんど自律的な存在であった。サーサーン朝の王はウズルガーンをほとんど制御することができず、彼らの自己決定を制限しようとする試みは、大概において王の暗殺という結果をもたらした。これらのパルティアの流れを汲む貴族は、究極的には個人的な利益と誓約、そして恐らくは彼らがペルシアの大君主と共有していた「アーリア人」（イラン人）の一員であるという共通意識のためにサーサーン朝の王に仕えた。
軍事力におけるもう一つの極めて重要な構成要素はアルメニア人騎兵の存在であり、彼らはパルティア人のウズルガーンの階級の外から徴兵されていた。しかし、451年におけるアルメニアの反乱（アヴァライルの戦い）とアルメニアの騎兵隊の喪失は、北東部で国境を接するエフタルの侵入を食い止めるサーサーン朝の試みの妨げとなった。カワード1世の祖父にあたるヤズデギルド2世（在位：438年 - 457年）は、その治世のほとんどの期間を通してエフタルに対する戦争を継続し、この時代にはエフタルの侵攻を阻止することに成功していた。しかしながら、その後中央アジアにおけるサーサーン朝の権威は衰えを見せ始めた。484年、ペーローズ1世がバルフ近郊におけるエフタル軍との戦いに敗れて戦死した。軍隊は完全に打ち破られ、ペーローズ1世の遺体は発見されなかった。また、ペーローズ1世の息子と兄弟のうち四人が共に命を落とした。戦後、サーサーン朝の東方に位置するホラーサーンの主要都市であるニーシャープール、ヘラートおよびメルヴがエフタルの支配下に置かれることになった。
その後、サーサーン朝の大貴族カーレーン家のスフラがすぐに新しい軍隊を編成してエフタルによるさらなる侵攻を食い止め、ペルシアの有力者、特にスフラとミフラーン家のシャープール・ミフラーンによって、ペーローズ1世の兄弟であるバラーシュが王に擁立された。しかしながら、貴族と聖職者の間で不人気であったバラーシュは、わずか4年間の統治後の488年に退位させられた。スフラはバラーシュの廃位において主要な役割を果たし、サーサーン朝の新しい王としてペーローズ1世の皇子のカワードを推戴した。ミスカワイヒ（1030年没）によれば、スフラはカワードの母方の叔父であった。

## 最初の治世

### 帝国の状況と即位
カワード1世は15歳で即位した。短い頬ひげをした姿のカワード1世の硬貨は彼の若さを強調している。カワード1世は著しく衰えた状態の帝国を継承した。貴族と聖職者が国家に対して大きな権威と影響力を振るい、前王のバラーシュを退位させるという選択に見て取れるように、彼らは政界の黒幕として振る舞うことが可能であった。帝国は干ばつと飢饉、そしてエフタルによってもたらされた壊滅的な敗北によって、経済的にも振るわない状況であった。エフタルは東部諸州の大部分を奪い取っただけでなく、サーサーン朝に対し莫大な貢納を課した。また、アルメニアとイベリアを含む西部諸州においては反乱が発生していた。同時に地方の農民階級の状況はますます不安定さを増し、支配層からは疎外された状態にあった。

### 帝国の支配をめぐるスフラとの対立

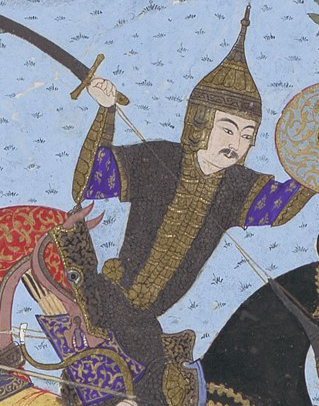
スフラの挿絵

若く経験の浅いカワード1世は、王としての最初の5年間をスフラの後見の下で過ごした。この時期のカワード1世は単なる名目的な存在に過ぎず、スフラが帝国の事実上の支配者であった。イラン北部出身の歴史家であるタバリーは、以下のようにカワード1世が置かれていた状況を強調している。「スフラは帝国の行政と政務を取り仕切っていた… 人々はスフラの下を訪れ、スフラとのみ交際関係を持とうとした。人々はカワードを重要な立場の人物として扱わず、カワードの命令に軽蔑の念を抱いていた」。非常に多くの地方と支配層の代表者がカワード1世ではなくスフラに敬意を表し、スフラは王室の財政とペルシアの軍事を支配していた。493年にカワード1世は成年に達したため、スフラの支配に終止符を打つことを望み、スフラを彼の故郷であるペルシア南西部のシーラーズへ追放した。しかしながら、追放された状況でさえスフラは王冠を除くすべてを支配していた。また、スフラはカワード1世を王位に据えたのは自分であると豪語してもいた。
スフラが謀反を起こす可能性を警戒していたカワード1世は、スフラを完全に排除することを望んでいた。しかし軍はスフラに支配されており、サーサーン朝はパルティア時代以来の系譜を持つ自律的な貴族に軍事力の大部分を依存していたため、カワード1世はスフラの排除を実行するための人材を欠いていた。しかしカワード1世はミフラーン家の有力な貴族であり、スフラへの強硬な対立者であったシャープール・ラーズィー（レイのシャープール）に解決策を見い出した。ミフラーン家はタバリスターンに基盤を持ち、レイがその地の主邑であった。シャープールはカワード1世旗下においてフトラーニヤ（Khutraniya）とバビロニア（現在のイラク南部）の総督であり、自前の軍事力を保有していた。シャープールはスフラに敵対する貴族を糾合することに成功し、シーラーズに進軍してスフラの軍隊を打ち破り、彼をサーサーン朝の首都クテシフォンの監獄へ投獄した。スフラは獄中においてでさえ影響力がありすぎると見なされたため、最終的に処刑された。この出来事は一部の主要な貴族の間で不快を持って受け止められ、カワード1世の王としての立場を悪化させる原因となった。また、カーレーン家の権勢が一時的に失われることになり、カーレーン家の一族は、クテシフォンのサーサーン朝の宮廷からは遠く離れたタバリスターンとザブーリスターンに追放された。

### マズダク教の運動とカワード1世の廃位
スフラの処刑から間もなく、マズダクという名のゾロアスター教の司祭がカワード1世の注目を引いた。マズダクは、マズダク教と呼ばれる宗教的および哲学的運動の代表者であった。その教えは神学的な内容のみで成り立っていたわけではなく、貴族や聖職者に影響を及ぼす政治的および社会的改革をも提唱していた。マズダクの運動は、暴力に反対し、古典的な共産主義の形態ともいうべき富、女性、そして財産の共有を求めていた。このうち女性の共有に関する言い伝えは、現代の歴史家であるトゥーラジ・ダルヤーイーとマシュー・カネパによれば、ほぼ確実に下層階級の人々を救うために婚姻に関する慣習から解放しようとしたマズダクの布告を誇張し、中傷するためのものであったとしている。有力な一族は、マズダクの運動を自らに対する血統と優位性を弱めるための方策と見なし、実際にほぼ間違いなくその通りであった。カワード1世はこの運動を貴族や聖職者の力を抑制するための政治的手段として利用した。王の支援を受けた穀倉が各地に広まり、土地は下層階級の人々の間で共有された。
しかしながら、マズダクの役割の史実性については疑問視されている。マズダクの存在はカワード1世から非難の矛先をかわすための作り話であった可能性がある。プロコピオスや登塔者ジョシュアを含む同時代の歴史家は、その運動の背後にある人物としてカワード1世の名を挙げ、マズダクについては何も言及していない。マズダクについての言及は、後の中期ペルシア語によるゾロアスター教の文献では『ブンダヒシュン』、『デーンカルド』および『ザンディー・ワフマン・ヤスン』にのみ現れている。イスラム時代の文献では、特にタバリーの著作においてマズダクについて触れられている。これらの後世の著作は、マズダクが貴族の財産を下層民に再分配したことに対する非難がペルシアの口承の歴史の中で繰り返されてきたため、おそらくこれらの民間伝承の影響による誤りを含んでいる。ペルシアの歴史における他の「悪役」、すなわちアケメネス朝の支配者ダレイオス1世（在位：紀元前522年 - 紀元前486年）のベヒストゥン碑文におけるガウマータ、そしてサーサーン朝の王ナルセ（在位：293年 - 302年）のパイクリ碑文におけるワフナームも似たような悪事を行ったとしてしばしば非難されている。
496年、この運動の背後にいた主要人物が誰であったかには関係なく、カワード1世は貴族の手によって退位させられた。貴族たちはより制御しやすいとみられていたカワード1世の兄弟のジャーマースプを王位に据えた。カワード1世の退位の背後にある他の理由の一つは、カワード1世によるスフラの処刑にあった。一方では国内、特にメソポタミアにおいて大きな混乱が発生していた。

## 投獄と逃亡から復位まで

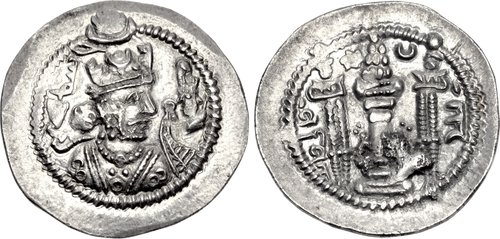
ジャーマースプ（在位：496年 - 498年/499年）の硬貨

カワード1世が廃位されたのち、すぐに貴族の間でカワードをどう処遇するべきかの評議が開かれ、著名な大土地所有者の一族で、最北東部の国境地帯の軍司令官（カナーラング）であったグシュナスプダードがカワードの処刑を提案した。しかしグシュナスプダードの提案は却下され、代わりにカワードは忘却の城と呼ばれるフーゼスターンの監獄に投獄された。プロコピオスの説明によれば、投獄中にカワードの世話を行っていた妻が、妻に言い寄っていた看守に対し、カワードの命でその看守に身を委ねることと引き換えに誰の干渉も受けずにカワードと接触できる状況を作った。監獄の近隣に常駐し、救出の機会をうかがっていた親友のシヤーウシュが監獄の近くで馬を準備してカワードを脱出させる計画を立て、シヤーウシュはカワードの妻を通じてカワードに監獄からさほど遠くない場所に馬と人を用意しているという情報を送った。ある日の夜に妻と接触したカワードは、女性に変装するために妻と衣装を入れ替え、監獄から脱出し、シヤーウシュと共に逃亡することに成功した。
タバリーの説明はプロコピオスとは異なっている。タバリーは、カワードの姉妹の一人が自身の生理の血が染み込んでいると看守に信じ込ませた絨毯の中にカワードを巻きつけることで脱出を助けたと述べている。看守は絨毯の血に「汚されるのではないかと恐れ」、問題視しなかったか取り調べを行わなかった。『後期ローマ帝国の人物研究』の著者の一人であるジョン・ロバート・マーティンデールは、この女性は実際にはカワード1世の長男であるカーウスの母親で、カワードの姉妹であり妻のサムビケであったという説を提示している。いずれにせよカワードは監獄から脱出することに成功し、エフタルの王の宮廷へ向かい、そこで庇護を受けた。タバリーの歴史書に含まれている物語によれば、カワードは逃走中にニーシャープール出身の農民の娘であるニワンドゥフトと出会った。彼女はカワードの子供を身籠り、子供は後にホスロー1世となった。しかしながら、イラン学者のエフサン・ヤルシャテルは、この物語を「寓話」であるとして退けている。ホスロー1世の母親は、実際には大貴族家系のアスパーフバド家の出身であった。エフタルの宮廷においてカワードはエフタル王の支援を得るとともに、王の娘（カワードの姪であった）と結婚した。

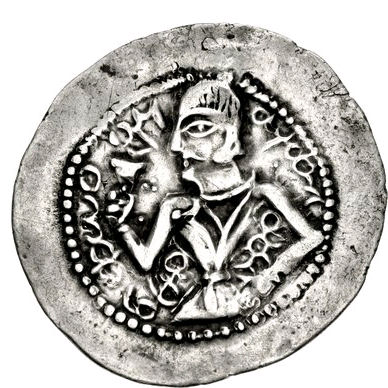
エフタルの族長の硬貨

エフタルの宮廷での滞在中に、カワードはエフタルの以前の宗主国であるキダーラ朝よりも発展を遂げている姿を目撃したかもしれない。当時エフタルの支配下にあったバルフの現在のクバディアン地区（カワディアンがアラビア語化された名称）は、カワードによって作られた地区である可能性が最も高く、亡命中にそこに住んでいた可能性がある。498年（もしくは499年）にカワードはエフタルの軍隊を伴ってペルシアへ帰還した。カワードはホラーサーンのカナーラングの一族の領地を通過した際に、一族の一人であるアデルゴードーンバデースに出会い、アデルゴードーンバデースはカワードに協力することを承諾した。カワードに協力したもう一人の貴族は、スフラの息子であるザルミフル・カーレーンであった。
ジャーマースプと貴族、そして聖職者はさらなる内戦の発生を望まなかったために抵抗しなかった。彼らはジャーマースプや支配層に危害を加えないという条件のもと、カワードが再び王になることを承諾した 。グシュナスプダードとカワードに対する陰謀を企てていた他の貴族は処刑された一方で、ジャーマースプはおそらくは盲目にされたものの処刑は免れた。しかし、カワードはほとんどの場合において寛大さを示すことによって自らの地位を確固たるものにした。シヤーウシュがサーサーン朝軍の最高司令官（アルテーシュターラーン・サーラール）に任命され、アデルゴードーンバデースはカナーラングの長官に任命された。また、スフラのもう一人の息子であるボゾルグメフルは、帝国の大宰相（ウズルグ・フラマダール）となった。カワードによる王位の奪回は帝国の混乱した状況を物語っている。政治的な混乱の中では、小規模な軍事力でもって貴族と聖職者の連帯を凌ぐことが可能であった。

## 二度目の治世

### 帝国の改革

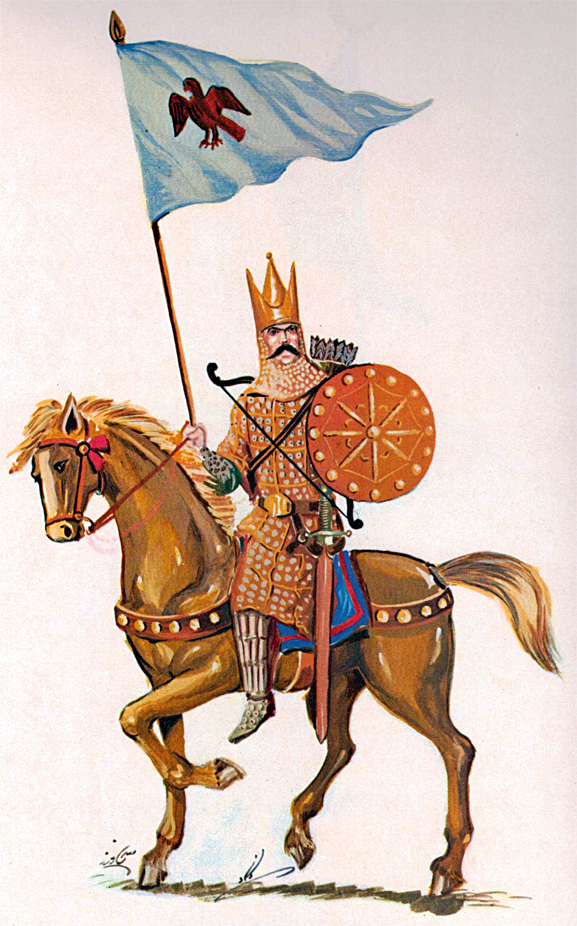
フマの旗を掲げたペルシア騎兵の挿絵

カワード1世の治世は、マズダク教の運動によって弱体化した貴族と聖職者とともに改革を成し得たという点で特筆すべきものとなっている。これらの改革はカワード1世の治世では完成しなかったものの、息子のホスロー1世のもとで改革は続けられた。5世紀の最後の四半世紀にサーサーン朝がエフタルによって被った深刻な打撃が二人が行った改革の背後にある主要な原因であった。税制改革として人頭税が新たに導入され、課税が公正であることを保証するために課税対象となる土地の見直しが行われた。帝国は四つの軍管区に分割され、各地域を担当する軍司令官（スパーフベド）が置かれた。また、武装された兵員を維持するために必要な機関が整備された。カワード1世とホスロー1世の改革が行われる以前は、ペルシアの大元帥（エーラーン・スパーフベド）が帝国の軍隊を統括していた。これらの軍司令官の多くはパルティア貴族の流れを汲むウズルガーンの出身であり、カワード1世とホスロー1世の努力にもかかわらず彼らの権威は維持されていた。また、「貧者の仲裁者および裁判官」（driyōšān jādag-gōw ud dādwar）として知られる新しい司祭職が設置された。これは聖職者が貧しく恵まれない人々を支援するために設けられた役職（おそらく聖職者が以前は無視していた義務）であった。
この時代には小規模な有力地主の階級であるデフカーンの地位が大幅に上昇した（デフカーンと呼ばれる階級が出現した時期であるとも考えられている）。これらのデフカーンの集団は王の直属の騎兵隊へ入隊し、一定の賃金を得ていた。この政策はパルティア騎兵への依存度を下げる目的で実施された。騎兵隊にはサーサーン朝と協力関係にあったエフタル人、アラブ人、ダイラム人なども入隊していた。その結果、新たに活性化されたサーサーン朝の軍隊は、その後の数十年で改革の努力が成功したことを示した。540年には東ローマ帝国のアンティオキアを略奪し、570年代にイエメンを征服し（アクスム・ペルシア戦争）、パルティア人の軍司令官バハラーム・チョービーンの下で580年代後半にエフタルと西突厥を破った。
これらの改革はサーサーン朝にとって有益ではあったものの、ホルミズド4世（在位：579年 - 590年）とホスロー2世（在位：590年 - 628年）の下で貴族と王の間の伝統的な関係性を弱める結果をもたらした可能性がある。ウズルガーンの階級に属する多くの人々、特にミフラーン家のバハラーム・チョービーン、そして後には同じ家系の出身であるシャフルバラーズがサーサーン王家の正当性に大胆に異議を唱え、王位を主張するまでになった。

### マズダクと支持者への迫害
520年代までに改革が進行していたため、カワード1世はもはやマズダクを利用することはなくなり、公式にマズダク教への支援を停止した。ゾロアスター教の聖職者だけではなく、キリスト教とユダヤ人の指導者においてもマズダクとその支持者を非難する議論が行われた。中世ペルシアの詩人フェルドウスィーによって数世紀後に著された『シャー・ナーメ』（王の書）によれば、カワード1世はマズダクとその支持者を後継者のホスローの下に送った。最初にマズダクの支持者が壁に囲まれた果樹園に足だけが見える状態で頭を埋められて殺された。その後にホスローは自分の庭を見るためにマズダクを呼び寄せてこう言った。「古代の賢者の言葉からはもちろん、今まで誰も見たことも聞いたこともない木々を見ることになるだろう」。マズダクは支持者たちの死体を見ると悲鳴をあげて気絶した。その後ホスローはマズダクの足を絞首台に縛り付け、部下に矢を射させて処刑した。（この物語の信憑性についてははっきりとしていない。フェルドウスィーはシャー・ナーメを執筆するにあたって非常に早い時期の記録を使用していたため、物語は何らかの形で当時の記憶を反映しているであろう）

### 建築事業

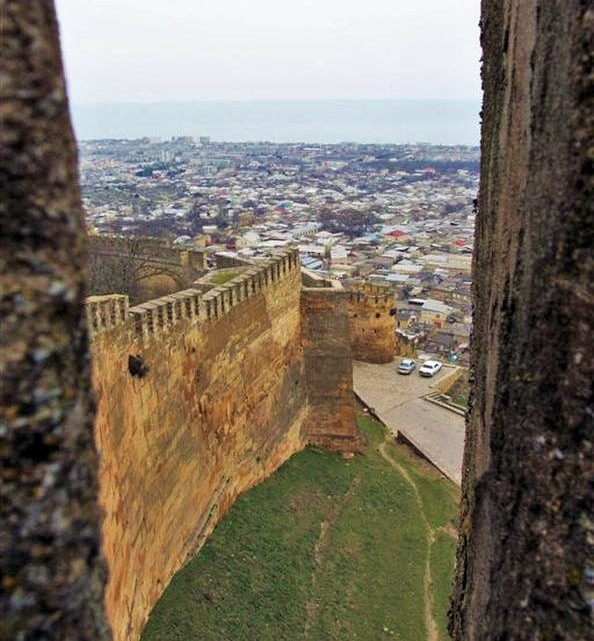
デルベントの城壁

多くの都市がカワード1世の下で創建または再建された。カワード1世はメディアにエーラーン・アーサーン・ケルド・カワード、スパハーンにファフラージ、そしてパールスにウェフ・カワード、エーラーン・ウィナルド・カワード、カワード・フワッラ、アッラジャーンの町を創建したといわれる。メディアではケルマーンシャーを再建し、カワード1世は居住地の一つとしても町を利用した。また、メイボドにゾロアスター教の火の神殿が建立されたため、ハフト・アダール（七つの火）と名付けられた居住区を建設したといわれている。神殿の元となる火はパールス、バルフ、アードゥルバーダガーン、ニサ、スパハーン、ガズニー、そしてクテシフォンの七つの神殿からもたらされた。
コーカサスにおいては、カワード1世はデルベントに新しい要塞を建設し、アブズード・カワードの壁（カワードの「（栄光の）発展」または「繁栄」の意）の建設を命じた。ペーローズ1世の治世中に再建され、ペーローザバード（ペーローズの町）と名付けられたバルダの著名なコーカサス・アルバニア王国の要塞は、カワード1世によって強化され、ペーローズカワード（勝利者カワード）と呼ばれた。東方教会の司教座を含む大きな都市圏が存在したアルバニア王国の首都カバラもカワード1世によって要塞化された。また、カワード1世はバイラカンの町を建設し、ほとんどの研究者は現在の町の郊外に位置しているオレン＝カラとして知られる遺跡と同一視している。最終的にこれらの広範囲に及ぶ建造物と要塞は、アルバニアをコーカサスにおけるペルシアの駐留軍の防御拠点へと変えた。

### インドとの交易
カワード1世の下で、サーサーン朝の人々は地域内における貿易に多大な影響を与えた。彼らはペルシア湾の戦略的な立地を活用することによって、東ローマ帝国の貿易商がインドとの交易に参加することを防ぐための干渉をした。北のグプタ朝から南はスリランカのアヌラーダプラ王国の君主に至るまで、インド亜大陸の貿易相手と交渉することよって、または東ローマ帝国の貿易船を攻撃することによって目的を達成していた。ペルシアの貿易商はインドの貿易船が東ローマ帝国の貿易商と接触する前に貿易船を拿捕することも可能であった。これらの利点によって、ペルシアの貿易商はインドとの独占的ともいえる交易形態を確立することになった。

### アナスタシア戦争

古代末期におけるサーサーン朝と東ローマ帝国の国境地帯の地図

サーサーン朝と東ローマ帝国は、440年の両者の短期間の戦争（東ローマ・サーサーン戦争 (440年)）を最後に平和を保っていた。二つの帝国間における最後の本格的な戦争は、シャープール2世（在位：309年 - 379年）の治世中におけるものであった。しかし、502年にはついに再び戦争が起きることになった。496年から498年（または499年）の治世の中断の影響によって財政が破綻していたため、カワード1世は東ローマ帝国に対して補助金の支払いを要請した。東ローマ帝国は以前より北方からの侵略に対するコーカサスの防衛を維持するために、サーサーン朝に対し資金援助を行っていた。ペルシア人は表向きはこれを自分たちに対して支払われるべき負債であるとみなしてた。しかし、東ローマ皇帝アナスタシウス1世（在位：491年 - 518年）は補助金の支払いを拒否し、カワード1世に力ずくで補助金を手に入れさせようとする動機を与えた。502年、カワード1世はエフタルの兵士を含む軍隊とともに東ローマ帝国領アルメニアに侵攻した。カワード1世はテオドシオポリス（現在のエルズルム）を、おそらくは都市住民の支援を得て占領した。いずれにせよ都市は軍隊による援護を受けておらず、要塞の防御は弱いものであった。
その後、カワード1世は502年から503年の秋から冬にかけて要塞都市のアミダ（現在のディヤルバクル）を包囲した。しかしアミダの攻略はカワード1世が想定していたよりもはるかに困難な目標であることが判明した。防御側は軍隊による支援を受けていなかったにもかかわらず、最終的に占領されるまでの三ヶ月の間ペルシア軍の攻撃を退けた。その後、東ローマ帝国はアミダを奪還しようと試みたものの失敗に終わり、カワード1世もオスロエネのエデッサの攻略には失敗した。505年にはコーカサスからフン族によるアルメニアへの侵攻が発生したために双方の間で停戦する運びとなり、東ローマ帝国はコーカサスの要塞の維持のためにサーサーン朝へ補助金を支払い、アミダは東ローマ帝国へ返還されることになった。和平条約はカワード1世の義兄弟であるアスパーフバド家の貴族バウィによって署名された。カワード1世の東ローマ帝国との最初の戦争は決定的な勝者として終えたわけではなかったものの、アミダの征服は、同じ都市をシャープール2世が占領した359年以降におけるサーサーン朝軍が達成した最大の軍事的成果であった。

### キリスト教との関係

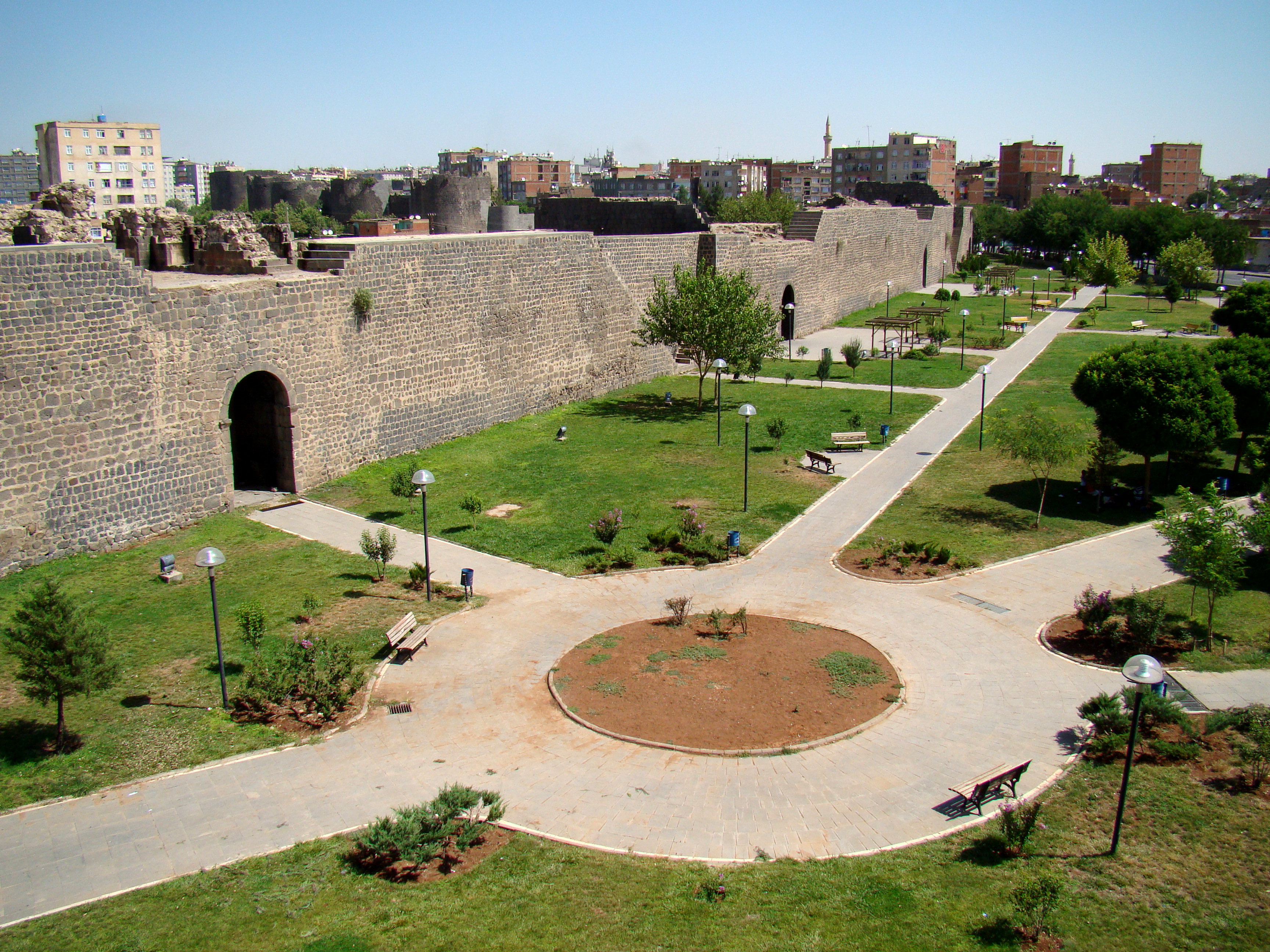
アミダの城壁

カワード1世とキリスト教の問題との関係は明確ではない。サーサーン朝がかつてゾロアスター教を広めようと試みたキリスト教国のイベリアでは、カワード1世は正統派ゾロアスター教の擁護者として振る舞った。しかし、アルメニアではカワード1世はキリスト教徒との紛争を解決し、先代の王バラーシュの平和的なアプローチを継続したように見える。メソポタミアとペルシアのキリスト教徒は、512年か513年のペルシアにおけるキリスト教徒の処罰に関する簡潔な記録があるにもかかわらず、迫害を受けることなく自身の宗教を実践した。ジャーマースプと同様に、カワード1世も東方教会の総主教ババイ、そしてサーサーン朝の宮廷に仕えたキリスト教徒の高官を支持した。エーベルハルト・ザウアーによれば、サーサーン朝の君主は、そうすることで緊急的な政治的利益を得る必要があるときにのみ他の宗教を迫害した。
カワード1世の治世は、サーサーン朝とキリスト教徒との関係が新たな転換点にあったことを示している。カワード1世の治世より以前においては、イエスは専ら東ローマ帝国の守護者として理解されていた。しかしこの認識はカワード1世の下で変化を見せている。569年にアミダで西部シリア出身の修道士によって書かれた『ミティリーニの偽ザカリアスの年代記』の出典の疑わしい記述によれば、カワード1世はアミダを包囲している最中に、自身の努力への固い意志を持ち続けるように励ますイエスの幻を見た。イエスは三日以内にアミダを与えることを保証し、実際にそれは起こった。その後カワード1世の軍は都市を略奪し、多くの戦利品を得たものの、カワード1世とイエスの関係があったおかげで街の教会は危害を加えられずに済んだ。また、カワード1世はイエスの御姿を崇めたとさえ考えられていた。現代の歴史家であるリチャード・ペインによれば、サーサーン朝の人々は自身がキリスト教徒ではなかったとしても、この時代にはイエスとその聖人の信奉者と考える場合が存在した。

### 東方での戦争
東方におけるカワード1世の戦争については多くのことは知られていない。プロコピオスによれば、503年にカワード1世は多くの対立勢力の一つであり、長期にわたって戦ったと伝えられる「敵対的なフン」の攻撃に対処するために東方の国境へ向かうことを余儀なくされた。484年のエフタルによるサーサーン朝の壊滅的な打撃の後、ホラーサーンの全域がエフタルによって占領されていた。カワード1世の最初の治世からは、ホラーサーン（ニーシャープール、ヘラート、メルヴ）で鋳造されたサーサーン朝の硬貨は発見されていない。同じ時期にゴルガーン（当時最北端のサーサーン朝の領土であった）で鋳造された硬貨の数の増加は、カワード1世が毎年エフタルに対して支払っていた貢納の存在を示唆している可能性がある。しかし二度目の治世中にカワード1世の運勢は変化した。508年にサーサーン朝の軍事作戦によって、ボストとカンダハールの間に位置するアド・ダワール地域のズンダベール・カステルム（アズ・ズニン神殿と同一視されている）が征服された。また、512年か513年に鋳造されたサーサーン朝の硬貨がメルヴで発見されている。これはカワード1世の下でサーサーン朝がエフタルへの対処を成功させ、ホラーサーンを再征服したことを示している。

### ホスローの養子受け入れをめぐる東ローマ帝国との交渉

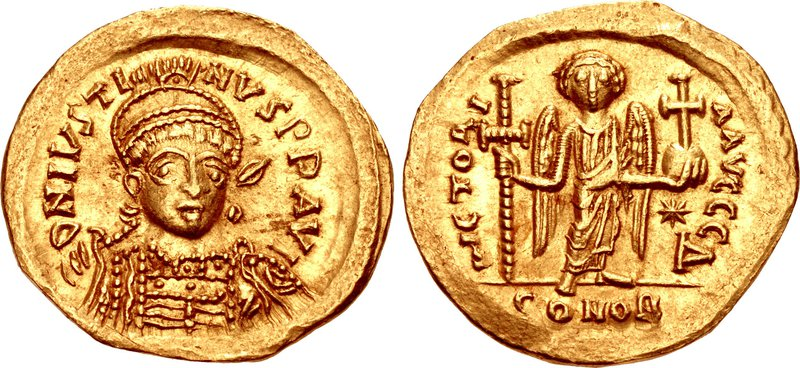
東ローマ皇帝ユスティヌス1世の硬貨

競争相手となる兄弟やマズダク教徒の派閥に立場を脅かされていた末子のホスローの継承を確保し、東ローマ皇帝ユスティヌス1世との関係を改善するために、カワード1世は520年頃にホスローをユスティヌス1世の養子にすることを提案した。この提案は、当初ユスティヌス1世と彼の甥であるユスティニアヌスから非常に強い興味と歓迎を受けた。しかしながら、皇帝の法務長官（クァエストル・サクリ・パラティ）のプロクルスは、ホスローが東ローマの帝位を奪取しようと企てる可能性を懸念したために反対した。東ローマ帝国はホスローをローマ人としてではなく、蛮族として養子に迎え入れるという反対提案を行った。結局、交渉は合意には至らなかった。伝えられるところによれば、ホスローは東ローマ帝国に侮辱を受けたように感じたといわれ、東ローマ帝国に対するホスローの態度を悪化させることになった。
一方ではシヤーウシュとともに外交官として交渉を行ったマフボドが、交渉を故意に妨害したとしてシヤーウシュを非難した。シヤーウシュに対し、ペルシアの法に反して新しい神を崇拝し、亡くなった妻を土葬した件を含むさらなる告発が行われた。これらの行動から、シヤーウシュはカワード1世が当初は支持していたもののもはや支持を撤回していたマズダク教の信徒であった可能性が非常に高い。シヤーウシュはカワード1世の親友であり、カワード1世の獄中からの脱出を助けたが、カワード1世はシヤーウシュの処刑を阻止しようとはしなかった。カワード1世の目的は、外見的には他の貴族によって嫌われていたサーサーン朝軍の長官としてのシヤーウシュの巨大な権力を抑えることにあった。最終的にシヤーウシュは処刑され、その官職は廃止された。交渉が決裂したにもかかわらず、530年まで西部の主要な国境における本格的な武力衝突は発生しなかった。その間、両国は南のアラブの同盟国と北のフン族を介した代理戦争を推し進めた。

### イベリア戦争

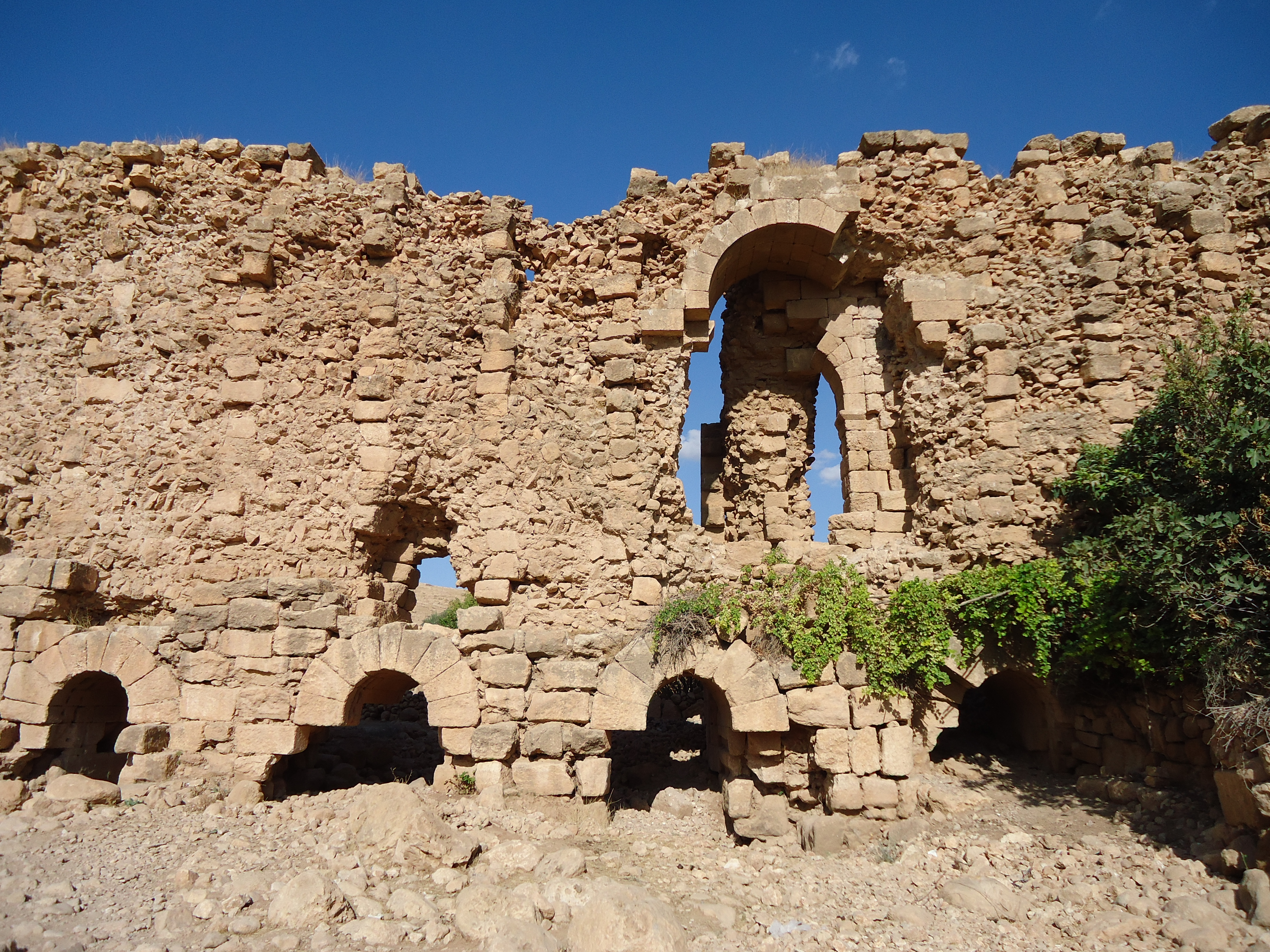
ダラの要塞の遺跡

新しい東ローマ皇帝ユスティニアヌス1世（在位：527年 - 565年）が即位した一年後の528年に二つの大国間の敵意が再び戦争へと発展した。これはおそらく東ローマ帝国がホスローをカワード1世の後継者として認めなかったことが原因であると考えられている。ギリシアの年代記作家のヨハネス・マララスによれば、最初の軍事衝突は522年以来両帝国の間で争われていたラジカで発生した。それから間もなく戦いはメソポタミア方面へも広がり、東ローマ帝国は国境付近において大きな敗北を喫した。530年には東ローマ軍の勝利に終わったサタラの戦いと、サーサーン朝軍と東ローマ軍との間で行われた有名な野戦の一つであるダラの戦いが起こった。
ペロゼス、ピトヤクセス、バレスマナスに率いられたサーサーン朝軍はダラの戦いにおいて惨敗を喫した。しかしこの戦いは戦争の終結をもたらすには至らなかった。翌531年、カワード1世は軍隊を編成し、東ローマ帝国のコンマゲネ州へ侵攻するために軍司令官のアザレテスの下へ軍を派遣した。ベリサリウスの指揮下にある東ローマ軍が接近すると、アザレテスと配下の兵は東方に退き、カリニクムで動きを止めた。その後のカリニクムの戦いにおいて東ローマ軍は手酷い敗北を喫したものの、ペルシア軍の損失も非常に大きく、不満を抱いたカワード1世はアザレテスを解任した。 同年、ペルシア軍はマルティロポリス（現在のシルヴァン）を包囲した（マルティロポリス包囲戦）。しかしながら包囲中にカワード1世は病に罹り、9月13日に死去した。その結果、都市の包囲は解かれ、カワード1世の後継者であるホスロー1世とユスティニアヌス1世の間で和平（永久平和条約）が成立した。

## 硬貨

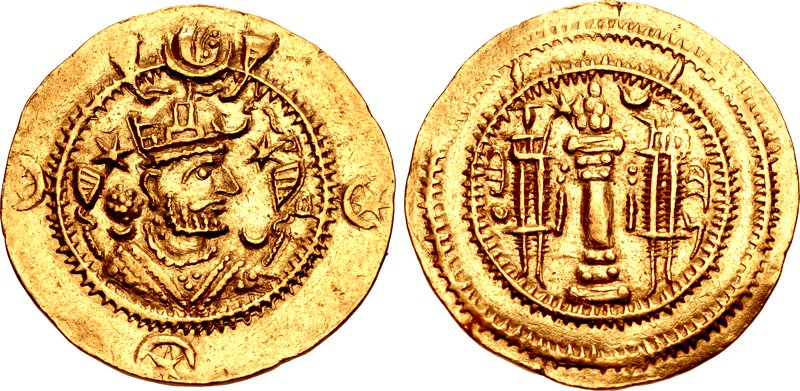
カワード1世の金貨（おそらくスサの鋳造）

ゴルガーン、フーゼスターン、そしてアソーリスターンの三つの州がカワード1世の治世中に最も多くサーサーン朝の硬貨を供給した。カワード1世の硬貨の表側には、両肩の上の三日月と左側の肩の星、そしてそれとは別の星型の紋様を含む特徴的な図案が用いられ、裏側には伝統的な火の祭壇の両側に敬うような姿で向かい合う二人の付き人の姿が描かれている。カワード1世は、硬貨の銘文に「カイ」（カヤーン人）の称号を使用した。これはカワード1世の祖父であるヤズデギルド2世（在位：438年 - 457年）の治世以来使用されてきた称号である。 しかしカワード1世は硬貨に「カイ」の称号を刻んだ最後のサーサーン朝の王であり、513年に発行された硬貨がその最後のものとなっている。通常の硬貨の表側の銘文には単にカワード1世の名が刻まれている。しかし、504年には標語として「アブゾーン」（「繁栄（向上）を願う」の意）の銘文が追加された。

## 後継者

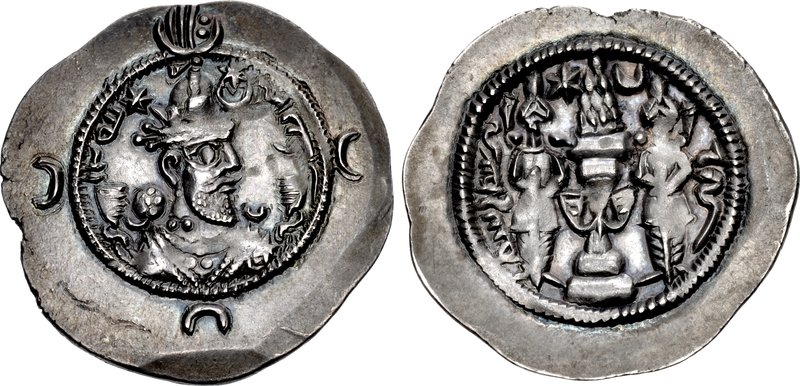
ホスロー1世（在位：531年 - 579年）の硬貨

プロコピオスをはじめとする歴史家が伝えるところよれば、カワード1世は死の直前にホスローを後継者として支持する旨の文書を作成した。歴史家のヨハネス・マララスは、カワード1世が自らホスローへ王冠を載せたと伝えている。しかし、531年のホスロー1世の治世の初めに、バウィと一部のペルシア貴族が、ホスロー1世を倒しカワード1世の次男のジャーマースプの息子であるカワードをペルシアの王に擁立する陰謀を企てた。陰謀を知ったホスロー1世は、共謀したすべての兄弟とその子供、そしてバウィを含む陰謀に関与した貴族を処刑した。
ホスロー1世はまだ子供であったカワードの処刑も命じたものの、カワードは宮廷から逃れ、アデルゴードーンバデースの下で育てられた。ホスロー1世は何度かカワードを殺す命令を発していたが、アデルゴードーンバデースは命令に背き、541年に自分の息子であるバハラームによって王に密告されるまで秘密裏にカワードを養育した。ホスロー1世はカワードを処刑させたものの、カワード本人か、またはカワードであると主張する何者かが東ローマ帝国へ逃亡を遂げた。

## 遺産
カワード1世の治世は、サーサーン朝の歴史における転換点であったと考えられている。多くの試練と課題の解決に成功したことから、カワード1世はサーサーン朝を統治した君主の中でも最も効果的で成功した王の一人であると考えられている。イラン学者のニコラス・シンデルの言葉を借りれば、カワード1世は「幾分マキアヴェリタイプではあるものの、生まれながらの天才」であった。カワード1世は衰退した帝国を再び活性化させる努力に成功し、強力な帝国を受け継いだ息子のホスロー1世への円滑な継承へと導いた。ホスロー1世は治世中にさらなる改善を推し進め、イランにおける最も人気のある王の一人となり、「アヌーシールヴァーン」（不滅の魂）の称号を得た。

## 系図
| \| オレンジ \| | 諸王の王 |
| オレンジ       |          |

|  |  |  |  |  |  |  |  |  |  |  |  |                  |                  |                  |                  |                  |                  |  |  |                |                |                         |                         |                                  |                                  |                                  |                                  |                                  |                                  |                         |                         |                         |                         | ヤズデギルド2世 (438-457) |                         |                       |                       |                       |                       |                            |                            |                            |                            |                            |                            |                |                |                |                |                    |                    |                    |                    |                    |                    |  |  |  |  |          |          |          |          |          |          |  |  |  |  |  |  |  |  |  |  |  |  |  |  |  |  |  |  |  |  |  |  |
|  |  |  |  |  |  |  |  |  |  |  |  |                  |                  |                  |                  |                  |                  |  |  |                |                |                         |                         |                                  |                                  |                                  |                                  |                                  |                                  |                         |                         |                         |                         |                           |                         |                       |                       |                       |                       |                            |                            |                            |                            |                            |                            |                |                |                |                |                    |                    |                    |                    |                    |                    |  |  |  |  |          |          |          |          |          |          |  |  |  |  |  |  |  |  |  |  |  |  |  |  |  |  |  |  |  |  |  |  |
|  |  |  |  |  |  |  |  |  |  |  |  |                  |                  |                  |                  |                  |                  |  |  |                |                |                         |                         |                                  |                                  |                                  |                                  |                                  |                                  |                         |                         |                         |                         |                           |                         |                       |                       |                       |                       |                            |                            |                            |                            |                            |                            |                |                |                |                |                    |                    |                    |                    |                    |                    |  |  |  |  |          |          |          |          |          |          |  |  |  |  |  |  |  |  |  |  |  |  |  |  |  |  |  |  |  |  |  |  |
|  |  |  |  |  |  |  |  |  |  |  |  |                  |                  |                  |                  |                  |                  |  |  |                |                | ホルミズド3世 (457-459) | ホルミズド3世 (457-459) | ホルミズド3世 (457-459)          | ホルミズド3世 (457-459)          | ホルミズド3世 (457-459)          | ホルミズド3世 (457-459)          |                                  |                                  | ペーローズ1世 (459-484) | ペーローズ1世 (459-484) | ペーローズ1世 (459-484) | ペーローズ1世 (459-484) | ペーローズ1世 (459-484)   | ペーローズ1世 (459-484) |                       |                       | バラーシュ (484-488)  | バラーシュ (484-488)  | バラーシュ (484-488)       | バラーシュ (484-488)       | バラーシュ (484-488)       | バラーシュ (484-488)       |                            |                            | ザリル (485没) | ザリル (485没) | ザリル (485没) | ザリル (485没) | ザリル (485没)     | ザリル (485没)     |                    |                    |                    |                    |  |  |  |  |          |          |          |          |          |          |  |  |  |  |  |  |  |  |  |  |  |  |  |  |  |  |  |  |  |  |  |  |
|  |  |  |  |  |  |  |  |  |  |  |  |                  |                  |                  |                  |                  |                  |  |  |                |                | ホルミズド3世 (457-459) | ホルミズド3世 (457-459) | ホルミズド3世 (457-459)          | ホルミズド3世 (457-459)          | ホルミズド3世 (457-459)          | ホルミズド3世 (457-459)          |                                  |                                  | ペーローズ1世 (459-484) | ペーローズ1世 (459-484) | ペーローズ1世 (459-484) | ペーローズ1世 (459-484) | ペーローズ1世 (459-484)   | ペーローズ1世 (459-484) |                       |                       | バラーシュ (484-488)  | バラーシュ (484-488)  | バラーシュ (484-488)       | バラーシュ (484-488)       | バラーシュ (484-488)       | バラーシュ (484-488)       |                            |                            | ザリル (485没) | ザリル (485没) | ザリル (485没) | ザリル (485没) | ザリル (485没)     | ザリル (485没)     |                    |                    |                    |                    |  |  |  |  |          |          |          |          |          |          |  |  |  |  |  |  |  |  |  |  |  |  |  |  |  |  |  |  |  |  |  |  |
|  |  |  |  |  |  |  |  |  |  |  |  |                  |                  |                  |                  |                  |                  |  |  |                |                | バレンドゥフト          |                         |                                  |                                  |                                  |                                  |                                  |                                  |                         |                         |                         |                         |                           |                         |                       |                       |                       |                       |                            |                            |                            |                            |                            |                            |                |                |                |                |                    |                    |                    |                    |                    |                    |  |  |  |  |          |          |          |          |          |          |  |  |  |  |  |  |  |  |  |  |  |  |  |  |  |  |  |  |  |  |  |  |
|  |  |  |  |  |  |  |  |  |  |  |  |                  |                  |                  |                  |                  |                  |  |  |                |                |                         |                         |                                  |                                  |                                  |                                  |                                  |                                  |                         |                         |                         |                         |                           |                         |                       |                       |                       |                       |                            |                            |                            |                            |                            |                            |                |                |                |                |                    |                    |                    |                    |                    |                    |  |  |  |  |          |          |          |          |          |          |  |  |  |  |  |  |  |  |  |  |  |  |  |  |  |  |  |  |  |  |  |  |
|  |  |  |  |  |  |  |  |  |  |  |  |                  |                  |                  |                  |                  |                  |  |  |                |                |                         |                         |                                  |                                  |                                  |                                  |                                  |                                  |                         |                         |                         |                         |                           |                         |                       |                       |                       |                       |                            |                            |                            |                            |                            |                            |                |                |                |                |                    |                    |                    |                    |                    |                    |  |  |  |  |          |          |          |          |          |          |  |  |  |  |  |  |  |  |  |  |  |  |  |  |  |  |  |  |  |  |  |  |
|  |  |  |  |  |  |  |  |  |  |  |  |                  |                  |                  |                  |                  |                  |  |  |                |                |                         |                         |                                  |                                  |                                  |                                  |                                  |                                  |                         |                         |                         |                         |                           |                         |                       |                       |                       |                       |                            |                            |                            |                            |                            |                            |                |                |                |                |                    |                    |                    |                    |                    |                    |  |  |  |  |          |          |          |          |          |          |  |  |  |  |  |  |  |  |  |  |  |  |  |  |  |  |  |  |  |  |  |  |
|  |  |  |  |  |  |  |  |  |  |  |  |                  |                  |                  |                  |                  |                  |  |  |                |                |                         |                         | カワード1世 (488-496, 498/9-531) | カワード1世 (488-496, 498/9-531) | カワード1世 (488-496, 498/9-531) | カワード1世 (488-496, 498/9-531) | カワード1世 (488-496, 498/9-531) | カワード1世 (488-496, 498/9-531) |                         |                         |                         |                         |                           |                         |                       |                       |                       |                       | ジャーマースプ (496-498/9) | ジャーマースプ (496-498/9) | ジャーマースプ (496-498/9) | ジャーマースプ (496-498/9) | ジャーマースプ (496-498/9) | ジャーマースプ (496-498/9) |                |                |                |                | ペーローズドゥフト | ペーローズドゥフト | ペーローズドゥフト | ペーローズドゥフト | ペーローズドゥフト | ペーローズドゥフト |  |  |  |  | サムビケ | サムビケ | サムビケ | サムビケ | サムビケ | サムビケ |  |  |  |  |  |  |  |  |  |  |  |  |  |  |  |  |  |  |  |  |  |  |
|  |  |  |  |  |  |  |  |  |  |  |  |                  |                  |                  |                  |                  |                  |  |  |                |                |                         |                         | カワード1世 (488-496, 498/9-531) | カワード1世 (488-496, 498/9-531) | カワード1世 (488-496, 498/9-531) | カワード1世 (488-496, 498/9-531) | カワード1世 (488-496, 498/9-531) | カワード1世 (488-496, 498/9-531) |                         |                         |                         |                         |                           |                         |                       |                       |                       |                       | ジャーマースプ (496-498/9) | ジャーマースプ (496-498/9) | ジャーマースプ (496-498/9) | ジャーマースプ (496-498/9) | ジャーマースプ (496-498/9) | ジャーマースプ (496-498/9) |                |                |                |                | ペーローズドゥフト | ペーローズドゥフト | ペーローズドゥフト | ペーローズドゥフト | ペーローズドゥフト | ペーローズドゥフト |  |  |  |  | サムビケ | サムビケ | サムビケ | サムビケ | サムビケ | サムビケ |  |  |  |  |  |  |  |  |  |  |  |  |  |  |  |  |  |  |  |  |  |  |
|  |  |  |  |  |  |  |  |  |  |  |  |                  |                  |                  |                  |                  |                  |  |  |                |                |                         |                         |                                  |                                  |                                  |                                  |                                  |                                  |                         |                         |                         |                         |                           |                         |                       |                       |                       |                       |                            |                            |                            |                            |                            |                            |                |                |                |                |                    |                    |                    |                    |                    |                    |  |  |  |  |          |          |          |          |          |          |  |  |  |  |  |  |  |  |  |  |  |  |  |  |  |  |  |  |  |  |  |  |
|  |  |  |  |  |  |  |  |  |  |  |  | カーウス (533没) | カーウス (533没) | カーウス (533没) | カーウス (533没) | カーウス (533没) | カーウス (533没) |  |  | ジャーマースプ | ジャーマースプ | ジャーマースプ          | ジャーマースプ          | ジャーマースプ                   | ジャーマースプ                   |                                  |                                  | クセルクセス                     | クセルクセス                     | クセルクセス            | クセルクセス            | クセルクセス            | クセルクセス            |                           |                         | ホスロー1世 (531-579) | ホスロー1世 (531-579) | ホスロー1世 (531-579) | ホスロー1世 (531-579) | ホスロー1世 (531-579)      | ホスロー1世 (531-579)      |                            |                            |                            |                            |                |                |                |                |                    |                    |                    |                    |                    |                    |  |  |  |  |          |          |          |          |          |          |  |  |  |  |  |  |  |  |  |  |  |  |  |  |  |  |  |  |  |  |  |  |